# La Reine Soleil
Pour l'adaptation, voir La Reine Soleil (film).
La Reine Soleil est un roman de Christian Jacq, auteur français et égyptologue réputé, publié en 1988. Il a reçu le prix Jean d'Heurs du roman historique l'année suivante.

## Résumé
La cité du Soleil, monumentale ville créée par Akhénaton et son épouse Néfertiti qui croient au dieu unique Aton et rejettent Amon, est sur le point de s'éteindre : de menaçants complots surgissent, la prophétie maudite est sur le point de se réaliser…
Akhésa, de son vrai nom Ânkhésenpaaton, est la troisième fille d'Akhénaton l'hérétique. Elle sait qu'elle n'accédera jamais au trône, car c'est sa sœur aînée, Méritaton, qui sera reine. Mais elle sait aussi que le malheur s'abat sur la cité : la mort de sa seconde sœur, puis celle de sa mère Néfertiti murée dans son silence, Akhénaton perdu dans le culte d'Aton…
Pour rétablir la paix, elle épousera Toutânkhamon, reviendra au culte d'Amon et deviendra reine, au détriment de sa sœur aînée, répudiée et enfermée dans un temple. Belle, jeune et intelligente, saura-t-elle déjouer les plans de l'ambitieux Horemheb, brillant général dont elle est secrètement amoureuse ?

## Adaptation cinématographique
- La Reine Soleil, long métrage d'animation de Philippe Leclerc sorti en 2007.